# Helan och Halvans giftermålsbekymmer
Helan och Halvans giftermålsbekymmer (engelska: Me and My Pal) är en amerikansk komedifilm med Helan och Halvan från 1933 regisserad av Charley Rogers.

## Handling
Det är en stor dag, Helan ska gifta sig med oljemagnaten Mr. Peter Cucumber's dotter. Halvan är bröllopsmarskalk. Som bröllopspresent har Halvan köpt ett pussel till Helan. När de ska bege sig till bruden är Halvan mer intresserad av att börja bygga på pusslet.

## Om filmen
När filmen hade Sverigepremiär gick den under titeln Helan och Halvans giftermålsbekymmer. Alternativa titlar till filmen är Min kompis och jag och Bröllopsdagen.
Filmen finns utgiven på DVD och Blu-ray.

## Rollista (i urval)
- Stan Laurel – Stan (Halvan)
- Oliver Hardy – Ollie (Helan)
- James Finlayson – Mr. Peter Cucumber
- Marion Bardell – bruden
- Eddie Dunn – taxichauffören
- Bobby Dunn – telegrambudet
- Charlie Hall – springpojke
- James C. Morton – trafikpolisen
- Eddie Baker – polis
- Frank Terry – butlern Hives, röst
- Billy Bletcher – röst[1]